# Ambroise Montpellier
Ambroise Montpellier est un homme politique français né et mort à une date inconnue.

## Biographie
Avocat, il est élu député de l'Aude au Conseil des Cinq-Cents le 29 germinal an VII. Il quitte la vie politique après le coup d'État du 18 brumaire.

## Sources
- « Ambroise Montpellier », dans Adolphe Robert et Gaston Cougny, Dictionnaire des parlementaires français, Edgar Bourloton, 1889-1891 [détail de l’édition]